# Trimerodytes
Trimerodytes is een geslacht van slangen uit de familie toornslangachtigen en de onderfamilie waterslangen (Natricinae).

## Naam en indeling
De wetenschappelijke naam van de groep werd voor het eerst voorgesteld door Douglas Athon Rossman & W. Gary Eberle in 1979. Er zijn zes soorten, inclusief de pas in 2019 beschreven soort Trimerodytes yapingi. De slangen werden eerder aan andere geslachten toegekend, zoals Tropidonotus, Natrix, Opisthotropis en Liparophis. Tot voor kort (2019) werden de soorten tot het geslacht Sinonatrix gerekend, zodat in veel literatuur deze verouderde naamgeving nog wordt vermeld.

## Uiterlijke kenmerken
De slangen worden middelgroot, de soort Trimerodytes yunnanensis bereikt een totale lichaamslengte tot ongeveer 50 centimeter maar andere soorten worden groter tot 1,4 meter (Trimerodytes aequifasciatus). Het lcihaam is cilindrisch en de kop is vaak duidelijk te onderscheiden van de rest van het lichaam door de aanwezigheid van een duidelijke insnoering. Er zijn altijd negentien schubbenrijen in de lengte op het midden van het lichaam.

## Levenswijze
Binnen dit geslacht komen verschillende reproductieve vormen voor. Trimerodytes percarinatus is eierleggend en zet vier tot twaalf eieren af per legsel. Trimerodytes annularis daarentegen is eierlevendbarend en produceert vier tot achttien jongen die al een lengte hebben van ongeveer 20 tot 24 centimeter.
Op het menu staan zowel gewervelde als ongewervelde dieren, zoals vissen, kikkers en insecten.

## Verspreiding en habitat
Alle soorten komen voor in delen van Azië en leven in de landen Taiwan, Myanmar, Thailand, Vietnam, India, China, Taiwan en Laos.
De habitat bestaat uit vochtige tropische en subtropische bossen, zowel in laaglanden als in bergstreken en draslanden. Ook in door de mens aangepaste streken zoals plantages, landelijke tuinen en geïrigeerde akkers kunnen de dieren worden aangetroffen. Trimerodytes annularis is ook gevonden in rijstvelden.

## Beschermingsstatus
Door de internationale natuurbeschermingsorganisatie IUCN is aan drie soorten een beschermingsstatus toegewezen. De slangen worden beschouwd als 'veilig' (Least Concern of LC).

## Soorten
Het geslacht omvat de volgende soorten, met de auteur en het verspreidingsgebied.
| Naam                        | Auteur                | Verspreidingsgebied                              |
| --------------------------- | --------------------- | ------------------------------------------------ |
| Trimerodytes aequifasciatus | Barbour, 1908         | China, Vietnam, Laos                             |
| Trimerodytes annularis      | Hallowell, 1856       | Taiwan, China                                    |
| Trimerodytes balteatus      | Cope, 1895            | Vietnam, China                                   |
| Trimerodytes percarinatus   | Boulenger, 1899       | Myanmar, Thailand, Vietnam, India, China, Taiwan |
| Trimerodytes yapingi        | Guo, Zhu, & Liu, 2019 | China                                            |
| Trimerodytes yunnanensis    | Rao & Yang, 1998      | China, Thailand, Vietnam                         |